# 石生楼梯草
石生楼梯草（学名：Elatostema rupestre）为荨麻科楼梯草属的植物。分布在尼泊尔、印度以及中国大陆的云南等地，生长于海拔1,500米的地区，常生长在山谷林中，目前尚未由人工引种栽培。